# Cantó de Châtellerault-Sud
El cantó de Châtellerault-Sud és un cantó francès del departament de la Viena, situat al districte de Châtellerault. Compta amb 2 municipi i part del de Châtellerault.

## Municipis
- Châtellerault (part)
- Naintré
- Senillé

## Història
| Data d'elecció                           | Identitat          | Partit | Qualitat |
| ---------------------------------------- | ------------------ | ------ | -------- |
| 1973-1992                                | Robert Sauvion     | PCF    |          |
| 1992-2004                                | Ghislain Delaroche | UDF-FD |          |
| 2004-                                    | Christian Michaud  | PS     |          |
| les dades anteriors no són pas conegudes |                    |        |          |
|                                          |                    |        |          |

## Demografia
| A partir de 1990: Població sense dobles comptes |